# かつらぎ町立天野小学校
かつらぎ町立天野小学校（かつらぎちょうりつあまのしょうがっこう）は、和歌山県伊都郡かつらぎ町にあった小学校。2013年3月に廃校となった。

## 概要
1874年（明治7年）10月5日に開校した。1920年（大正9年）に移転し、1995年（平成7年）に校舎が新築された。小学校、開校当時は約300人ほどの児童数だったが、2007年度の段階では全校生徒は12名、2012年度には6名に減少していた。この頃には教員も不足しており、和歌山大学の嶋田由美教授とゼミ学生がアウトリーチ活動として音楽科の授業の支援を行っていた。その後、2012年度末をもって閉校した。
廃校後の2016年7月1日より、校舎は簡易宿泊施設・地域交流施設「ゆずり葉」として活用されている。
学校は天野地区の中央部に位置し、周辺には丹生都比売神社がある。小学校は地域での住民の交流・活動の拠点としての役割を担っていた。